# Marie-Thérèse Rodet Geoffrin
Marie Thérèse Rodet Geoffrin (née Rodet; (Paris, 26 de junho de 1699 — 6 de outubro de 1777), também conhecida como Madame Geoffrin, foi uma proprietária de salão francesa que foi referida como uma das principais figuras femininas do Iluminismo francês. De 1750 a 1777, Madame Geoffrin foi anfitriã de muitos dos filósofos e enciclopedistas mais influentes de seu tempo. Sua associação com vários dignitários proeminentes e figuras públicas de toda a Europa rendeu a Madame Geoffrin reconhecimento internacional. Seu patrocínio e dedicação tanto aos literatos filosóficos quanto aos artistas talentosos que frequentavam sua casa é emblemático de seu papel de guia e protetora. Em seu salão na Rue Saint-Honoré, Madame Geoffrin demonstrou qualidades de polidez e civilidade que ajudaram a estimular e regular a discussão intelectual. Suas ações como salonnière parisiense exemplificam muitas das características mais importantes da sociabilidade iluminista.

## Primeiros anos
Nascida em 1699, Madame Geoffrin foi a primeira filha de um burguês chamado Pierre Rodet, valet de chambre da duquesa de Borgonha, e de Angélique Thérèse Chemineau, filha de um banqueiro parisiense. A mãe de Marie Thérèse morreu um ano depois ao dar à luz seu filho Louis. Aos sete anos, Marie Thérèse e seu irmão foram levados para morar com sua avó Madame Chemineau na rue Saint-Honoré. Aos treze anos, estava noiva do viúvo Pierre François Geoffrin, tenente-coronel da Guarda Nacional e próspero caixa geral da fábrica de espelhos venezianos Saint-Gobain. Apesar de ter quarenta e nove anos e Marie Thérèse ter apenas quatorze anos, Monsieur Geoffrin herdou uma fortuna substancial de sua primeira esposa, e a chance de "um excelente assentamento" foi considerada bastante adequada pela Madame Chemineau. O casamento ocorreu em 19 de julho de 1713. Quase dois anos após o casamento, ela deu à luz seu primeiro filho, uma filha chamada também Marie Thérèse, e a futura Marquesa de La Ferté-Imbault. Seu segundo filho, um filho, (que morreria mais tarde na infância) nasceu dois anos depois. Não foi até Madame Geoffrin ter mais de trinta anos que sua conexão com os salões se estabeleceria. Seu marido, Pierre François Geoffrin, morreu em 20 de dezembro de 1749, fato que mal foi notado pelos visitantes da Madame Geoffrin — na verdade, ela quase não parecia notar a si mesma.

## Educação
Geoffrin foi incapaz de receber uma educação formal. Foi sugerido, principalmente por Dena Goodman, que o próprio salão funcionasse como uma escola, onde Geoffrin e outros salonnières poderiam treinar. Goodman escreve: "Para Madame Geoffrin, o salão era um substituto socialmente aceitável para uma educação formal negada a ela não apenas por sua avó, mas mais geralmente por uma sociedade que concordava com a posição de Madame Chemineau (sua avó)". Ela também afirma: "Seus primeiros professores foram Fontenelle, o abade de Saint-Pierre e Montesquieu. A Madame de Tencindes empenhou um grande papel na ascensão de Madame Geoffrin na sociedade. Goodman afirma: "Madame Geoffrin deu um passo ousado para uma menina devota quando, aos dezoito anos, mas já esposa e mãe, ela começou a frequentar as reuniões da tarde na casa de Madame Tencin". Após a morte da Madame Tencin em dezembro de 1749, a Madame Geoffrin herdou muitos dos antigos hóspedes de Tencin, solidificando assim seu próprio salão.

## Madame Geoffrin e os salões

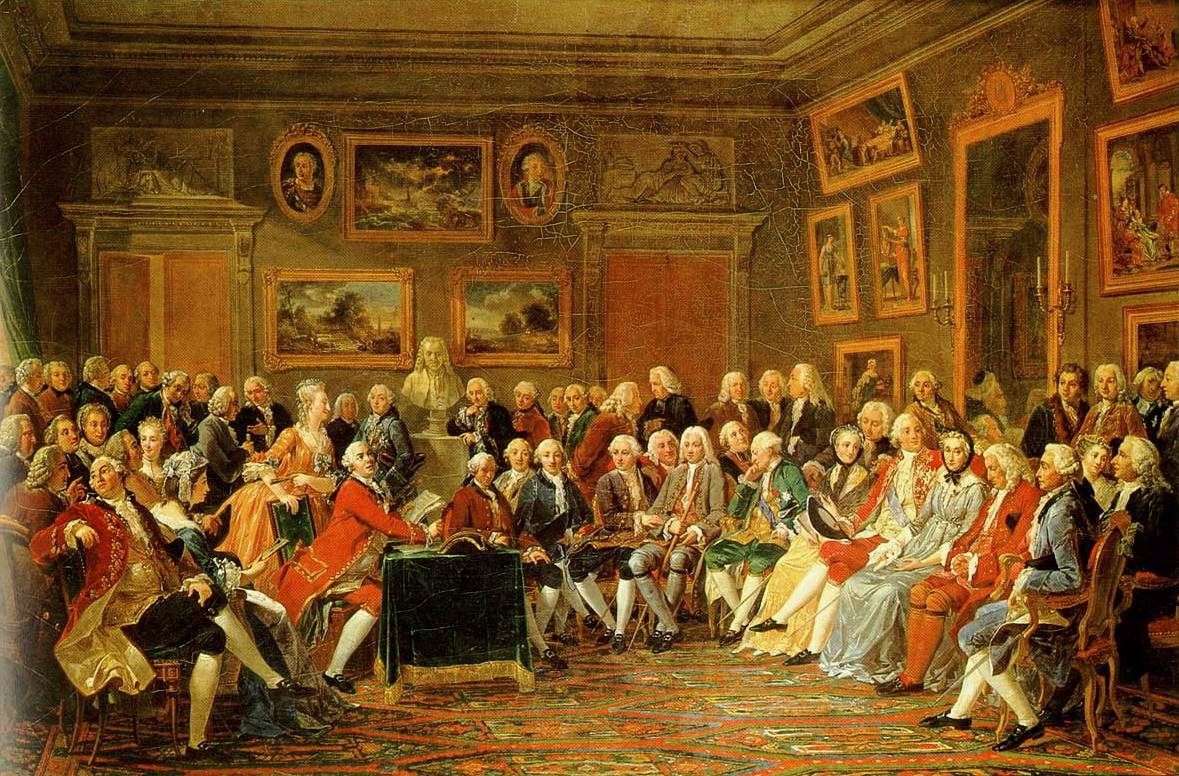
Salão de Madame Geoffrin em 1755, por Anicet Charles Gabriel Lemonnier. Óleo sobre tela, Castelo de Malmaison, Rueil-Malmaison, França

A popularidade de Madame Geoffrin em meados do século XVIII veio durante uma época em que o centro da vida social estava começando a se afastar da corte francesa e em direção aos salões de Paris. Em vez dos primeiros salões da alta nobreza do século XVII, o salão de Madame Geoffrin atendia geralmente a uma multidão mais filosófica do período do Iluminismo. Goodman, em "Salões Iluministas", escreve: "No século XVIII, sob a orientação de Madame Geoffrin, Julie de Lespinasse e Suzanne Necker, o salão foi transformado de uma nobre instituição de lazer em uma instituição do Iluminismo". Goodman escreve:

"Geoffrin, que atuou como mentora e modelo para outros salões, foi responsável por duas inovações que diferenciaram os salões iluministas de seus antecessores e de outros encontros sociais e de alfabetização da época. Ela inventou o salão iluminista. Primeiro, ela fez do jantar de uma hora, em vez do tradicional jantar de fim de noite, a refeição sociável do dia e, assim, abriu toda a tarde para conversar. Em segundo lugar, ela regulou esses jantares, fixando um dia específico da semana para eles. Depois que Geoffrin lançou seus jantares semanais, o salão parisiense assumiu a forma que o tornou a base social da República das Letras iluminista: uma reunião formal regular e regulamentada, organizada por uma mulher em sua própria casa, que servia de fórum e local de atividade intelectual."
Seus jantares eram realizados duas vezes por semana. As segundas-feiras eram especificamente para artistas. As quartas-feiras eram geralmente reservadas aos Homens de Letras.
Goodman escreve: "Os salões iluministas eram espaços de trabalho, ao contrário de outras reuniões sociais do século XVIII, que ocorriam como modelo". Ela continua: "O Iluminismo não era um jogo, e as salonnières não eram simplesmente senhoras do lazer matando o tempo. Pelo contrário, as salonnières iluministas eram precisamente aquelas mulheres que lutavam contra o mal-estar geral do período assumindo seu métier."

## Salões, sociedade francesa e comunidade internacional
O papel de Madame Geoffrin foi fundamental para sua identidade como anfitriã francesa. A historiadora Denise Yim escreve: "As salonniéres mais ilustres eram mulheres perspicazes que selecionavam sua companhia com cuidado, davam o tom, guiavam a conversa e podiam influenciar o destino daqueles que ali apareciam." Ela continua: "A salonniére mais influente talvez tenha sido Madame Geoffrin da rue Saint-Honoré, que conseguiu atrair o maior número de estrangeiros ilustres para sua casa". Uma dama de grande renome, o salão de Geoffrin atendia a uma ampla gama de dignitários estrangeiros e convidados ilustres. "Um convite para os jantares de segunda e quarta-feira de Madame Geoffrin era uma honra muito cobiçada pelos estrangeiros que passavam por Paris. A própria anfitriã havia conquistado uma reputação européia antes mesmo de sua viagem à Polônia, e jantar com Madame Geoffrin era considerado por algumas pessoas uma honra quase tão grande quanto ser apresentada em Versalhes." Yim continua: "Se foi o projeto de Madame Geoffrin para atrair todos os estrangeiros mais eminentes para seu salão, espalhando assim a reputação de sua casa por toda a Europa, como Marmontel escreveu, ou se isso foi a consequência natural da presença de tantos philosophes e encyclopédistes, era um fato que nenhum ministro das Relações Exteriores, nenhum homem ou mulher de destaque que chegou a Paris deixou de visitar Madame Geoffrin na esperança de ser convidado para um de seus jantares seletos."

## Polidez do salão e doação de presentes
Madame Geoffrin exemplificou as qualidades de polidez exigidas para a participação na alta sociedade francesa. Dedicava-se totalmente à gestão e organização do seu salão e dos clientes que o frequentavam. Madame Geoffrin poderia ser definida pela consistência ordenada de todas as suas ações. "A regularidade fazia parte de um maior senso de organização que definia todos os aspectos da vida de Madame Geoffrin e cada hora de seu dia, desde as cinco da manhã, passando por uma manhã de tarefas domésticas, cartas e recados, até as tardes que ela dedicava duas vezes uma semana ao seu salão."
Embora alguns historiadores, como Dena Goodman, associem Geoffrin e outras salonnières à vida intelectual, outros pesquisadores descrevem os salões como o reino das socialites anti-intelectuais. Por exemplo, sem educação ou dons mentais notáveis de uma espécie que deixa vestígios permanentes, ela era a melhor representante das mulheres de seu tempo que ocupavam seu lugar no mundo apenas por sua habilidade em organizar e dirigir um salão. Ela não era uma iluminista; e consciente de que não podia brilhar com sua própria luz, ela estava inclinada a brilhar com a dos outros." Denise Yim acrescenta que "essas mulheres se consideravam as fornecedoras, as disseminadoras, as educadoras, as próprias guardiãs do gosto nas belles-lettres, nas artes plásticas e na música. Sua própria arte peculiar consistia em agradar." "Manter as tensões entre a satisfação interior e a negação exterior que fez de Geoffrin o modelo de salão não foi fácil."
Antoine Lilti também rejeita a noção de que Geoffrin e outros salões de beleza 'governavam' uma arena intelectual. Lilti se concentra, em vez disso, na prática de polidez e presentear das salonnières. Em relação a Madame Geoffrin, escreve Lilti, "existem inúmeros testemunhos sobre os presentes que Madame Geoffrin concedeu aos escritores que frequentam regularmente seu salão, desde as peças de prata oferecidas aos Suards, as panelas de prata e dois mil écus de ouro presenteados a Thomas. Ele continua, "os escritores não foram os únicos a se beneficiar dessa generosidade. Madame Geoffrin recebia artistas todas as segundas-feiras, garantindo contratos para eles entre colecionadores da alta sociedade e até encomendava obras de arte para si mesma. Os cadernos de Madame Geoffrin mencionam que esses artistas também recebiam presentes regulares." Para Lilti, a doação de Geoffrin nada mais era do que uma reafirmação das desigualdades sociais. Ele afirma que "a troca de presentes, é claro, era uma prática comum em todas as áreas da alta sociedade, mas assumiu uma significação social particular no caso de presentes dados a homens de letras, pois a ausência de reciprocidade tornava a relação assimétrica. Tratava-se mais simplesmente de reforçar um vínculo social por meio da oferta de presentes, como era para as socialites que trocavam presentinhos entre si, mas faziam da relação financeira parte da sociabilidade urbana – especialmente quando o relacionamento se tornava mais ou menos permanente na forma de subsídios, como os que Madame Geoffrin concedeu a d'Alembert, Thomas e ao abade Morellet."